# ポップスター (映画)
『ポップスター』（Vox Lux）は2018年のアメリカ合衆国のドラマ映画。監督はブラディ・コーベット、出演はナタリー・ポートマンとジュード・ロウなど。若くして富と名声を手に入れたものの、その後は人生の浮き沈みを幾度も経験することになるポップスターを描いている。

## ストーリー
2000年、セレステとエレノアという2人の姉妹が通う学校で銃乱射事件が発生した。2人は辛うじて難を逃れることができたが、その凄惨な光景はセレステの心にトラウマを残すこととなった。犠牲者の追悼式典で2人が歌を披露したところ、その素晴らしさに聴衆は感動した。傷ついた人々の心に一時の平安をもたらしたのである。2人のパフォーマンスは全米の注目を集め、ショービジネスの世界から声がかかった。有能なマネージャーのサポートを受け、2人は順調にキャリアを積んでいった。
それから18年の時が流れた。31歳になったセレステはスターとして健在だったが、スキャンダルとゴシップの絶えない生活を送っており、彼女の精神状態はボロボロになっていた。娘のアルベルティーネとの関係も悪化の一途を辿っていた。しかし、セレステはスターであり続けることに固執しており、生まれ故郷でのスペシャルライブとニューアルバムの製作に力を注いでいた。そんな折、クロアチアで銃乱射事件が発生したとのニュースが飛び込んできた。犯人はセレステのヒット曲のMVで使用された覆面を着用していたのだという。そのニュースはセレステのトラウマを呼び覚ますには十分なものであった。

## キャスト
- セレステ・モンゴメリー: ナタリー・ポートマン
  - 10代: ラフィー・キャシディ
- アルベルティーネ（アルビー）: ラフィー・キャシディ - セレステの娘。
- セレステのマネージャー: ジュード・ロウ
- エレノア（エリー）・モンゴメリー: ステイシー・マーティン - セレステの姉。
- ジョジー: ジェニファー・イーリー - 広報担当。
- ステファニー・ドワイアー: マリア・ディッツィア（英語版）
- 記者: クリストファー・アボット
- ミセス・モンゴメリー: メグ・ギブソン - セレステの母親。
- クリフ神父: ダニエル・ロンドン（英語版）
- ミュージシャン: マイケル・リチャードソン（英語版）
- ミスター・モンゴメリー: マット・セルヴィット（英語版） - セレステの父親。
- スタイリスト: レスリー・シルヴァ（英語版）
- エイダン: フレッド・ヘッキンジャー

## 製作
2016年8月、ブラディ・コーベット監督の新作映画にキラー・フィルムズとスリー・シックス・ゼロが出資することになったと報じられた。9月、本作で使用される楽曲をシーアが手掛けることになり、主演にはルーニー・マーラが起用されたとの報道があった。10月、ジュード・ロウの出演が決まった。2017年1月、ステイシー・マーティンがインタビューの中で本作に出演すると述べた。2018年1月、マーラの降板に伴い、ナタリー・ポートマンが代役として起用された。2月、ラフィー・キャシディがキャスト入りした。8月、スコット・ウォーカーも本作で使用される楽曲を提供することになったと報じられた。12月14日、コロムビア・レコードが本作のサウンドトラックを発売した。
なお、本作のダンスシーンの振り付けは、ポートマンの夫であるベンジャミン・ミルピエが担当した。
なお主題歌・劇中歌の全般をアーティストのシーアが手がけており、2019年3月に死去したシンガーソングライターのスコット・ウォーカーも作曲で関わっている。

### 撮影
2018年2月1日、本作の主要撮影がニューヨーク州のフローラル・パークで始まった。なお、撮影には35ミリフィルムが使用された。

## 公開
2018年9月4日、本作は第75回ヴェネツィア国際映画祭でプレミア上映された。7日には第43回トロント国際映画祭での上映が行われた。10日、ネオンが本作の全米配給権を獲得したと報じられた。10月25日、本作のオフィシャル・トレイラーが公開された。12月7日、本作は全米6館で限定公開され、公開初週末に15万5714ドル（1館当たり2万5952ドル）を稼ぎ出し、週末興行収入ランキング初登場30位となった。
日本ではギャガ配給で2020年4月3日に公開予定だったが、新型コロナウイルスの流行が拡大していることを受けて同年6月5日に延期となった。

## 評価
ヴェネツィアでのプレミア上映後に出てきたレビューは本作に好意的なものが多く、特にポートマンの演技は高く評価された。インディワイアーのマイケル・ノーディンは本作にB+評価を下し、「『アリー/ スター誕生』の対極に位置する作品」「『ポップスター』は十分に明快な作品ではない。また、同作に盛り込まれているアイデアが多すぎるため、コーベット監督は種々の要素を一貫した全体にまとめ上げられていない。しかし、欠点があるとはいえ、同作は極めて野心的かつ大胆な作品であり、黙殺することはできない。観客は同作を複数回鑑賞したいとは思わないだろうが、1度は鑑賞されるべき映画ではある」と述べている。
映画批評集積サイトのRotten Tomatoesには233件のレビューがあり、批評家支持率は61%、平均点は10点満点で6.79点となっている。サイト側による批評家の見解の要約は「巧妙な作りではあるが欠点もある。『ポップスター』は鋭い知性と見事なビジュアルを以て、現代のセレブリティの魅力と陥穽を描き出していく。それらをまとめ上げているのは、ナタリー・ポートマンの確かな演技力である。」となっている。また、Metacriticには39件のレビューがあり、加重平均値は67/100となっている。